# ريان شوكروس
ريان جيمس شوكروس (بالإنجليزية: Ryan Shawcross)‏ (مواليد 4 أكتوبر 1987 في تشيستر - إنجلترا) لاعب كرة قدم إنجليزي يلعب حاليا لصالح نادي الدرجة الممتازة ستوك سيتي الإنجليزي منذ 2008 في مركز قلب الدفاع .

## روابط خارجية
- ريان شوكروس على موقع الدوري الأمريكي (الإنجليزية)
- ريان شوكروس على موقع قاعدة بيانات كرة القدم.إي يو (الإنجليزية)
- ريان شوكروس على موقع ليكيب (الفرنسية)
- ريان شوكروس على موقع ناشيونال فوتبول تيمز (الإنجليزية)
- ريان شوكروس على موقع Soccerbase.com (لاعب) (الإنجليزية)
- ريان شوكروس على موقع Soccerway.com (الإنجليزية)
- ريان شوكروس على موقع عالم كرة القدم.نت (الإنجليزية)
- ريان شوكروس على موقع كووورة
- ريان شوكروس على موقع AS.com (الإسبانية)